# Ruth Klatte
Ruth Klatte (* 15. Juli 1925 in Dresden) ist eine deutsche Malerin und Grafikerin.

## Leben und Werk
Ruth Klatte studierte ab 1941 in Dresden an der Staatlichen Akademie für Kunstgewerbe, ab 1943 bei Rupprecht von Vegesack (1917–1976). Dann arbeitete sie als freischaffende Künstlerin in Dresden. 1946 heiratete sie, und sie wurde Mutter von zwei Töchtern. 1951 zog die Familie nach Meiningen, wo sie weiter als Künstlerin tätig war. Ab 1956 war sie zum Malen auf dem Darss und auf Fischland, wo sie auch mit Arnold Klünder zusammen arbeitete, 1958 Hans Kinder begegnete und wo sie sich mit Elisabeth Sittig befreundete.
Nach der Trennung von ihrem Mann zog Ruth Klatte 1961 nach Wieck, wo sie im Jagdhaus 14 lebt. Sie wurde vom Direktor der Dresdner Galerie Neue Meister Horst Zimmermann gefördert, und es gelang ihr ein künstlerischer Neuanfang mit ersten Holz- und Linolschnitten. In der DDR unternahm Ruth Klatte Studienreisen u. a. nach Italien, 1972 in die Sowjetrepubliken in Mittelasien sowie in die CSSR. Von 1972 bis 1974 widmete sie sich der Betreuung schwerstbehinderter Kinder in Güstrow.
Ruth Klatte war von 1952 bis 1990 Mitglied des Verbands Bildender Künstler der DDR.
2010 übergab sie dem Thüringer Museum Eisenach dreißig ihrer Gemälde.
Bilder Ruth Klattes befinden sich u. a. auch in der Eremitage St. Petersburg, im Kunstmuseum Ahrenshoop, in der Kunsthalle Rostock, Kulturhistorischen Museum Rostock, im Kulturhistorischen Museum Stralsund, im Stadtmuseum Pirna, in den Meininger Museen, im Darß-Museum Prerow und in der Kunstsammlung des vormaligen Landkreises Nordvorpommern.

## Werke (Auswahl)

### Tafelbilder
- Rügen-Ostseelandschaft (Öl, 1965, 45 × 38 cm)
- Lichte Landschaft (Öl, 1968, 15,5 × 31 cm)[1]

### Druckgrafik
- Haus im Winter (Linolschnitt, 26 × 35 cm)
- Steilküste (Linolschnitt, 26 × 33 cm)
- Altes Bauernhaus (Holzschnitt, 9 × 11 cm)
- Alte Straße (Holzschnitt, 1971, 29 × 48,5 cm)

### Aquarelle
- Winter am großen Jasmunder Bodden (1971; Kulturhistorisches Museum Stralsund)
- Im Februar auf dem Schifferberg (1982; 22,5 × 37,5 cm)[2]
- In den Dünen (1982; 23 × 30 cm)[3]

## Ausstellungen (unvollständig)

### Einzelausstellungen
- 1946: Pirna (mit Artur Henne und Heinz Fülfe)

- 1962 und 1997: Ribnitz-Damgarten, Kunstverein
- 2008: Ahrenshoop, Alte Schule
- 2010: Eisenach, Stadtschloss („Auf den Weg gebracht - Ein Leben in Bildern“)
- 2015: Ahrenshoop, Kunstkaten („Auf ein Wort noch, mit meinen Bildern“)
- 2025: Ahrenshoop, Kunstmuseum ("Ruth Klatte - zum 100. Geburtstag")

### Ausstellungsbeteiligungen
- 1947: Pirna, Haus der Jugend („1. Kunstausstellung des Kreises Pirna“)

- ab 1956: Suhl, mehrere Bezirkskunstausstellungen
- 1972, 1974 und 1979: Rostock, Bezirkskunstausstellungen
- 1974: Rostock: Kunsthalle Rostock („Wir gratulieren unserer Republik. Bildende Kunst des Bezirkes Rostock zum 25. Jahrestag der DDR.“)
- 1975: Schwerin, Staatliches Museum („Farbige Grafik in der DDR“)
- 1976: Wanderausstellung in mehreren Ländern („Grafik aus dem Norden der DDR“)